# Heterodon nasicus
La serpiente de hocico de cerdo occidental (Heterodon nasicus) es una especie de reptil inofensivo de la familia Colubridae. Habita desde el sureste de Alberta y el noroeste de Manitoba en Canadá, hacia el sur hasta en el norte de México. Además de poblaciones disjuntas en Minnesota, Wisconsin, Iowa, Illinois, Missouri y Arkansas. Presenta dos subespecies.

## Características
Los adultos miden entre cuarenta y noventa centímetros de longitud. Los machos son considerablemente más pequeños que las hembras. Se encuentran registros de un metro con un centímetro. El color dorsal puede ser marrón claro, pardo-grisáceo o gris-amarillento. Presenta una hilera dorsal de manchas marrón oscuro. Sobre los laterales presenta una hilera de manchas pequeña. La región ventral presentan gruesas manchas negras dispuestas irregularmente. La cabeza es ancha y corta, con grandes ojos dotados de pupila redonda, y un hocico puntiagudo y curvado hacia arriba. El cuerpo es macizo y está cubierto superiormente por escamas carenadas en veintitrés hileras a la altura media del cuerpo. La escama cloacal está dividida.

## Hábitat
Vive entre las zonas áridas y las sabanas de las regiones subtropicales de clima seco, con vegetación pobre, herbácea y arbustiva, con el suelo a menudo rocoso hasta los dos mil cuatrocientos metros sobre el nivel del mar. No es veloz ni ágil.

## Alimentación
Con su hocico respingado es muy hábil excavando largas galerías y madrigueras para refugiarse tanto de sus predadores como del calor del sol. El sentido de olfato le permite encontrar sapos enterrados, lagartos, serpientes, y huevos de reptiles; también come pájaros y roedores pequeños.

## Hábitos y Costumbres
Es principalmente diurna. Se aparea de marzo a mayo. Coloca de cuatro a veintitrés huevos alargados y delgados de unos treinta y dos milímetros de largo. La puesta la realiza en el suelo arenoso entre los meses de junio y agosto. Después de siete a nueve semanas de incubación, nacen las crías de entre quince y diecinueve centímetros de largo. Vive aproximadamente ocho años.

## Interacción con los seres humanos
A pesar de que esta serpiente no causa daño a los seres humanos, las personas son la mayor amenaza de la serpiente. Las personas a menudo, la confunden con una víbora de cascabel, matándolas para protegerse. Es importante educar a la gente enseñándoles que esta serpiente es inonfensiva, lo que aumentará la supervivencia de la especie. Además, son una de las serpientes dotadas con colmillos posteriores (Opistoglifas) más comercializadas y popularmente mantenidas en muchos hogares de todo el mundo como mascotas, la facilidad de su mantenimiento unida a la extraña forma de su hocico que le otorga una belleza peculiar han hecho de ellas un animal muy popular.

## Subespecies
Solo están reconocidas 2 subespecies. La subespecie Heterodon nasicus kennerlyi (KENNICOTT, 1860) subió de estatus.
- Serpiente de hocico de cerdo polvorienta - Heterodon nasicus gloydi
- Serpiente de hocico de cerdo de las sabanas - Heterodon nasicus nasicus